# Pungeleria capreolaria
Pungeleria capreolaria är en fjärilsart som beskrevs av Denis och Ignaz Schiffermüller 1775. Pungeleria capreolaria ingår i släktet Pungeleria och familjen mätare. Inga underarter finns listade.

## Bildgalleri

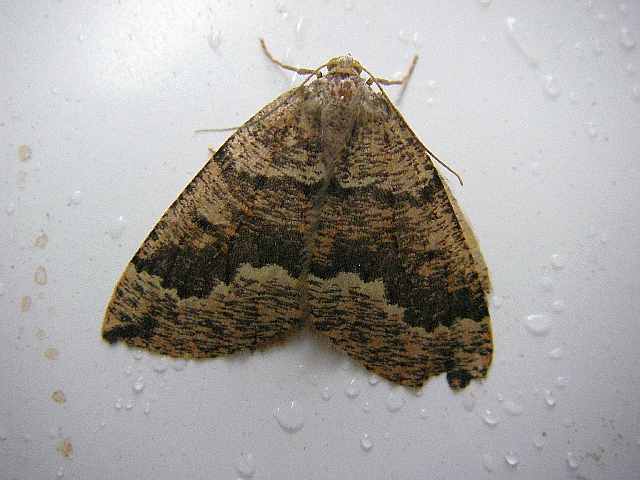